# إيجيفسك
إيجيفسك (بالروسية: Ижевск) هي إحدى مدن روسيا في الكيان الفدرالي الروسي أودمورتيا.
تقع مدينة ايجيفسك على نهر ايج وهي عاصمة جمهورية اودمورتيا الروسية. المدينة معروفة عالميا كعاصمة لصناعة الأسلحة الآلية الروسية. تبعد المدينة عن العاصمة موسكو حوالي 1130 كم. وتبلغ مساحتها 316 كيلومترا مربعا ونفوسها حوالي 630 الف نسمة. المدينة مركز صناعي وثقافي وتجاري في البلاد.
في عام 1760 انشئ في هذا المكان مصنع للميتالورجيا واقيمت بقربه بلدة للعمال التي أصبحت فيما بعد مدينة ايجيفسك. اقيمت بجانب البلدة سدة ترابية، لتكوين بحيرة ايجيفسك الصناعية. بعد أن اكتمل العمل في المشروع عام 1763 وبعد وفاة صاحبه اصدرت الإمبراطورة يكاترينا الثانية امرا بمصادرة المصنع مقابل الديون التي كانت بذمته. وفي بداية عام 1807 اصدر الإمبراطور الكسندر الأول امرا بإنشاء مصنع لإنتاج الأسلحة في المدينة. مارس تأسيس المصنع دورا كبيرا في توسع البلدة الصناعية وازدياد عدد نفوسها.
اقيمت السلطة السوفيتية في البلدة عام 1917. وفي شهر فبراير/شباط عام 1918 منحت البلدة صفة مدينة. وفي عام 1921 نقلت إليها المؤسسات الإدارية للمنطقة وفي عام 1934 أصبحت عاصمة جمهورية اودمورتيا السوفيتية. لقد ازداد توسع المدينة كثيرا وتطورت وازدهرت، ففي عام 1935 افتتحت فيها خطوط الترامواي للنقل العام وافتتحت فيها مدارس جديدة وثانويات مهنية واسست مصانع جديدة منها مصنع إنتاج الدراجات النارية وغيرها.
مع بداية الحرب الوطنية العظمى تم في خريف عام 1941 اجلاء مجموعة من المصانع والمؤسسات الصناعية التابعة للمجمع الصناعي العسكري إلى المدينة وفي يونيو/حزيران عام 1942 باشر مصنع ايجيفسك الميكانيكي بالإنتاج وأصبحت المدينة وكأنها مجمع صناعي موحد لإنتاج الأسلحة الخفيفة، حيث بلغ عدد القطع المنتجة خلال سنوات الحرب 12500000 قطعة سلاح.
باشر مصنع الدراجات النارية في عام 1948 بإنتاج البنادق الآلية المشهورة «كالاشنيكوف». كما باشر مصنع السيارات بالإنتاج عام 1966.
مدينة ايجيفسك اليوم من المدن الجميلة في روسيا وهي من اضخم المراكز الصناعية والثقافية والتعليمية في جمهورية اودمورتيا، حيث تتمركز فيها مؤسسات صناعية كبيرة مثل مصنع الدراجات النارية ومصنع السيارات ومصنع الميتالورجيا الذي ينتج الفولاذ المستخدم في صناعة الأسلحة ومصانع الأجهزة والمعدات الكهربائية وغيرها.
اما في مجال التعليم فتعمل في المدينة مجموعة من الجامعات الحكومية واهلية. من بين الجامعات العاملة في المدينة جامعة اودمورتيا الحكومية وجامعة ايجيفسك للعلوم التقنية وأكاديمية العلوم الزراعية وأكاديمية العلوم الطبية إضافة إلى فروع لجامعات أخرى. كما توجد في المدينة مجموعة كبيرة من المعاهد المهنية المتوسطة والثانويات الصناعية والمدارس العامة ورياض الأطفال ودور الحضانة. وتوجد في المدينة مجموعة من المكتبات العامة التي تقدم خدماتها للجمهور.
تعمل في المدينة مجموعة من المسارح بينها المسرح الوطني لجمهورية اودمورتيا ومسرح الدمى ومسرح الاوبرا والباليه وغيرها وهناك أيضا السيرك والفرق الموسيقية الوطنية. وفي المدينة عدد من دور السينما والنوادي الاجتماعية.
كما توجد في المدينة مجموعة من المتاحف وقاعات لعرض اللوحات الفنية وأخرى للحفلات واحياء المناسبات. من بين هذه المتاحف، متحف ومعرض الأسلحة النارية الخفيفة ومتحف اودمورتيا للفنون التشكيلية ومركز المعارض وغيرها. وهناك عدد كبير من قصور الثقافة والرياضة منتشرة في جميع أنحاء المدينة.
ومدينة ايجيفسك غنية بمتنزهاتها وحدائقها العامة الجميلة. التي من بينها حديقة الحيوانات ومتنزه غوركي ومتنزه كيروف وغيرها.
تقع في مركز المدينة التاريخي مجموعة من المباني الخشبية القديمة تعود إلى القرن الـ 19 وبعده إضافة لذلك هناك مبان أخرى هي قبلة الزوار والسياح الذين يتوافدون إلى المدينة للتعرف على معالمها ومتاحفها وخاصة متحف الأسلحة.
- كاتدرائية الكسندر نيفسكي – شيدت هذه الكاتدرائية عام 1823 على شاكلة وطراز كاتدرائية اندرييف في كرونشتادت بالقرب من بطرسبورغ. اغلقت الكاتدرائية عام 1930. اعيدت إلى الكنيسة الأرثوذكسية الروسية عام 1990 وبعد إجراء الترميمات اللازمة بدأت تستقبل المصلين.
- كاتدرائية الملاك ميخائيل – بنيت الكاتدرائية عام 1907 من تبرعات عمال مصنع الأسلحة وكانت إحدى أجمل مباني المدينة واعلاها. عام 1937 اغلقت واهملت نهائيا مما أدى إلى انهيار أجزاء منها. بعد أن اعيدت إلى الكنيسة الأرثوذكسية الروسية بدأت عمليات الصيانة والترميمات اللازمة وعادت لتكون من أجمل وابهى المباني في المدينة. ومنذ عام 2007 فتحت أبوابها امام المصلين.
- كنيسة الثالوث الاقدس – شيدت الكنيسة عام 1814 وهي من أقدم المباني في المدينة التي ما زالت قائمة حتى اليوم. كانت هذه الكنيسة هي الوحيدة العاملة في المدينة ابان العهد السوفيتي.
- متنزه غوركي – كان هذا المتنزه في نهاية القرن الـ 19 وبداية القرن الـ 20 حديقة تابعة لمنزل الجنرال الذي كان مديرا لمصنع الأسلحة في المدينة. وكانت عائلة الجنرال هي الوحيدة التي كانت تتجول وتقضي فيها أجمل اوقاتها. بعد قيام ثورة أكتوبر عام 1917 فتحت أبواب هذه الحديقة لعامة الناس وافتتح فيها مسرح صيفي واطلق عليها اسم الكاتب الروسي المعروف مكسيم غوركي.
وهناك في المدينة معالم تاريخية كثيرة غير التي ذكرناها في هذا الوصف المختصر لمدينة ايجيفسك.